# Kid Rock
Robert James "Bob" Ritchie (* 17. ledna 1971, Romeo, Michigan, USA), známý pod jménem Kid Rock, je americký hudebník, zpěvák, skladatel a rapper. Byl 5× nominovaný na Grammy Award. Většího úspěchu dosáhl až po vydání alba Devil Without a Cause, kterého se doposud prodalo 11 milionů kusů. Album obsahuje hity jako Bawitdaba, Cowboy a Only God Knows Why. V roce 2000 vydal kompilaci The History of Rock, která obsahuje znovu nahrané písně z předchozích alb a předtím nevydanou píseň "Abortion".
Následující album Cocky mělo ze začátku slabé prodeje, ale po vydání singlu Picture, kde zpíval společně s Sheryl Crow se prodeje alba vyšplhaly nad 5 milionů kusů a album obdrželo zlatou desku. Následující eponymní album neobsahovalo žádnou píseň, která by dosáhla jakéhokoli žebříčku. V roce 2006 vydal živé album Live Trucker.
V roce 2007 vydal album Rock n Roll Jesus, na kterém se taky nacházel hit All Summer Long. Byl to jeho první celosvětový hit, který se umístil na prvním místě prodejnosti v 8 evropských zemích a v Austrálii. Alba se celosvětově prodalo přes 5 milionů kusů, a v USA bylo 3× oceněno platinovou deskou. 16. listopadu 2010 vydal album Born Free, oceněné platinovou deskou. Pro Kid Rocka je to již 6 album oceněné platinovou deskou.

## Diskografie
- 1990: Grits Sandwiches for Breakfast
- 1993: The Polyfuze Method
- 1996: Early Mornin' Stoned Pimp
- 1998: Devil Without a Cause
- 2000: The History of Rock
- 2001: Cocky
- 2003: Kid Rock
- 2006: Live Trucker
- 2007: Rock n Roll Jesus
- 2010: Born Free
- 2012: Rebel Soul